# Јулија Хаслер
Јулија Хаслер (Вадуц, 27. фебруар 1993) лихтенштајнска је пливачица чија ужа специјалност су трке слободним стилом на дужим дистанцама. Вишеструка је национална првакиња и рекордерка и једна од најбољих пливачица у историји лихтенштајнског пливања. Носила је заставу Лихтенштајна током параде нација на Церемонији отварања Летњих олимпијских игара 2016. у Рију. 

## Спортска каријера
Хаслерова је дебитовала на међународној пливачкој сцени као јуниорка, а прва велика такмичења на којима је учествовала су били Европско јуниорско првенство и Европско првенство у малим базенима, оба одржана током 2009. године, и од тада је редовна учесница највећих међународних такмичења.
У два наврата је пливала на Олимпијским играма, у Лондону 2012. и Рију 2016. године. У Лондону је заузела 17. и 28. место у квалификацијама трка на 800 и 400 метара слободним стилом, док је у Рију била 21. у трци на 800 слободно. На Олимпијади у Рију је такође носила заставу своје земље током дефилеа нација на Церемонији отварања Игара.
На светским првенствима у великим базенима је дебитовала у Шангају 2011, а наступала је и на првенствима у Барселони 2013, Казању 2015, Будимпешти 2017. и Квангџуу 2019. године. Најбоље резултате на светским првенствима је остварила у Будимпешти где је у финалу трке на 1500 слободно заузела високо седмо место, док је две године касније у Кореји заузела 13. и 14. место у квалификационим тркама на 800 м и 1.500 слободно. 
Најбоље резултате у каријери је постизала на првенствима Европе у великим и малим базенима, где је пливала у бројним финалима, а на првенству у малим базенима у Копенхагену 2017. освојила је бронзану медаљу у трци на 400 метара слободним стилом.  
На Играма малих земаља Европе освојила је укупно 23 медаље, од чега 12 златних.  
Успела је да се квалификује за наступ на ЛОИ 2020. у Токију, својим трећим узастопним Олимпијским играма.